# Fratelli d’Italia (Partei)
Fratelli d’Italia (kurz FdI, italienisch Brüder Italiens) ist eine seit 2012 existierende politische Partei in Italien. Sie wird unter anderem als postfaschistisch, rechtsextrem, rechtsradikal und rechtsnational charakterisiert. Die Partei selbst verortet sich als nationalkonservativ. Ihre Vorsitzende ist Giorgia Meloni, die amtierende italienische Ministerpräsidentin.

## Name, Namensänderung
Mit der Anrede Fratelli d’Italia – Brüder Italiens beginnt die italienische Nationalhymne. Gegründet wurde die Partei unter dem Namen Fratelli d’Italia – Centrodestra Nazionale („Brüder Italiens – Nationale Mitte-rechts“[-Partei]). Im Februar 2014 änderte sie den Namen zu Fratelli d’Italia – Alleanza Nazionale („Brüder Italiens – Nationale Allianz“). Alleanza Nazionale (AN) ist der Name einer Vorgängerpartei. Seit Dezember 2017 heißt die Partei nur noch Fratelli d’Italia.

## Geschichte
Vorläuferin der Partei war die Alleanza Nazionale, die ihrerseits 1994/95 aus dem neofaschistischen Movimento Sociale Italiano (MSI) hervorgegangen war. Auf Initiative des Parteivorsitzenden Gianfranco Fini beschloss sie mehrheitlich, sich vom historischen Faschismus zu distanzieren und eine gemäßigtere Linie zu verfolgen. In den 1990er- und 2000er-Jahren war sie das Sammelbecken des rechten und nationalkonservativen Lagers in Italien, erreichte landesweit zweistellige Stimmenanteile und war an allen Mitte-rechts-Regierungen von Silvio Berlusconi beteiligt. Im März 2009 fusionierte die AN mit Berlusconis Forza Italia zur Mitte-rechts-Sammelpartei Popolo della Libertà (PdL).
Aus Unzufriedenheit über Berlusconis Führungsstil verließen einige Abgeordnete – vor allem ehemalige AN-Politiker um Ignazio La Russa und Giorgia Meloni, aber auch einzelne ehemalige FI-Vertreter wie Guido Crosetto und Giuseppe Cossiga, Sohn des ehemaligen Staatspräsidenten Francesco Cossiga, – Popolo della Libertà im Dezember 2012 wieder und gründeten die Fratelli d’Italia. Zunächst bildeten Crosetto, La Russa und Meloni eine dreiköpfige Parteispitze. Bei den Parlamentswahlen im Februar 2013 trat die Partei als Teil der Mitte-rechts-Koalition um Silvio Berlusconi an und erreichte mit 2 % der Stimmen neun Abgeordnetensitze, mit 1,9 % bei den Senatswahlen jedoch kein Mandat im Senat. Im März 2013 wurde La Russa zum alleinigen Parteivorsitzenden gewählt, während Meloni Fraktionsvorsitzende der FdI im Abgeordnetenhaus wurde.
Im Herbst 2013 gründete Meloni die Initiative Officina per l’Italia („Werkstatt für Italien“), um die Unterstützung für die Partei zu verbreitern. An dieser beteiligten sich über die bisherigen FdI-Mitglieder hinaus u. a. der ehemalige Bürgermeister von Rom Gianni Alemanno, der ehemalige Finanzminister Giulio Tremonti, der ehemalige Außenminister Giulio Terzi di Sant’Agata und der Islamkritiker Magdi Allam. Alemanno und Allam traten in der Folgezeit zur FdI über, Terzi steht ihr jedenfalls nahe, Tremonti distanzierte sich jedoch wieder. Die Fondazione Alleanza Nazionale, die die Rechte am Namen und Logo der aufgelösten Vorgängerpartei verwaltet, beschloss im Dezember 2013, der FdI diese Rechte einzuräumen. Im Februar 2014 erweiterte die FdI ihren Namen zu Fratelli d’Italia – Alleanza Nazionale und nahm die grün-weiß-rote Flamme (fiamma tricolore), einst Symbol der MSI und AN, in ihr Logo auf. Diese züngelt über dem durch einen schwarzen Strich symbolisierten Sarg des Diktators Benito Mussolini. Als Parteichefin Giorgia Meloni 2022 aufgefordert wurde, auf die Flamme im Parteilogo zu verzichten, weigerte sie sich mit den Worten: „Wir sind stolz darauf.“
Der erste Parteitag nach der Umbenennung fand im März 2014 im Kurort Fiuggi statt, wie auch der erste Parteitag der Alleanza Nazionale 1995, auf der sie sich vom Faschismus abwandte („Wende von Fiuggi“). Auf diesem Parteitag wurde Giorgia Meloni als Nachfolgerin La Russas zur Parteivorsitzenden gewählt. Bei der Europawahl im Mai 2014 scheiterte die Partei mit 3,7 % der Stimmen relativ knapp an der Vier-Prozent-Sperrklausel. Bei den Parlamentswahlen im März 2018 war FdI erneut Teil des Mitte-rechts-Bündnisses um Berlusconi und Matteo Salvini. Mit 4,37 % konnte sie knapp in die Abgeordnetenkammer einziehen; sie erhielt 17 Mandate. In den Senat zog sie mit sieben Senatoren ein. Seit November 2018 ist die Partei durch den Übertritt von Stefano Maullu sowie von Innocenzo Leontini (im Januar 2019) von der Forza Italia im Europaparlament vertreten. Sie schlossen sich der Fraktion der Europäischen Konservativen und Reformer (EKR) an. Bei der Europawahl im Mai 2019 konnte die FdI ihren Stimmenanteil auf 6,5 % steigern und erhielt 5 der 73 italienischen Sitze im Europäischen Parlament.
Bei der italienischen Parlamentswahl am 25. September 2022 trat die Partei mit Parteichefin Giorgia Meloni als Spitzenkandidatin an und wurde mit rund 26 % klar stärkste Kraft.

## Politische Positionen

### Grundsätzliche Orientierung
Die Mitglieder der Fratelli d’Italia bezeichnen sich als konservativ oder nationalkonservativ und beziehen sich auf die Positionen der historischen italienischen wie europäischen Rechten. Auf Parteiveranstaltungen der Brüder Italiens ist immer wieder der verbotene faschistische „Römische Gruß“ zu sehen. Politikwissenschaftlich werden die Wurzeln im postfaschistischen, nationalistischen und souveränistischen Erbe gesehen. Die Historikerin Paula Kitzinger (2023) stuft die FdI als „rechtspopulistische und nationalkonservative Partei“ ein.
Sie wird unter anderem als postfaschistisch, rechtsextrem, rechtsradikal und rechtsnational charakterisiert.

### Gesellschafts- und Migrationspolitik
Die Partei vertritt eine konservative Gesellschaftspolitik. Die FdI lehnen Schwangerschaftsabbrüche und Leihmutterschaften ab. Das Recht auf Abtreibung will die Parteivorsitzende Meloni hingegen nicht abschaffen. Meloni agitiert auch gegen Homosexuelle.
Die Partei ist für eine Begrenzung der Einwanderung und will Mittelmeermigranten mit einer Seeblockade vor Afrika abwehren.

### Wirtschafts- und Sozialpolitik
Die Partei setzt sich für eine besondere finanzielle Förderung von Familien ein und will die Mindestrenten anheben. Zudem will sie Steuern senken; ein Teil der Partei um FdI-Mitgründer Guido Crosetto vertritt Positionen des Wirtschaftsliberalismus (liberismo). Zugleich offenbarte Giorgia Meloni immer wieder auch ein Faible für eine stärkere Staatswirtschaft. Sie ist eine Gegnerin der von der Regierung Draghi angestrebten Privatisierung der Fluggesellschaft ITA (Nachfolgegesellschaft der Alitalia). Für die Zeit ab Januar 2024 plante die von der Partei geführte Regierung die Abschaffung der Sozialhilfe (reddito di cittadinanza, „Bürgergeld“) für Arbeitslose, die unter 60 Jahre alt sind und keine Behinderung oder minderjährige Kinder haben. Begründet wird dies damit, dass sie den übrigen Teil der Bevölkerung als „arbeitsfähig“ einstuft und dieser dadurch zum Arbeiten aktiviert würde. Ab Anfang August 2023 bekam eine zunehmende Anzahl Betroffener eine entsprechende Benachrichtigung per SMS von den Behörden, was zu starken Protesten insbesondere in ärmeren Regionen Süditaliens führte. Italien entwickelt sich damit zum einzigen Land innerhalb der EU, in dem es keine allgemeine Grundsicherung für Arbeitslose gibt.

### Gesundheitspolitik
Fratelli d’Italia spricht sich gegen eine allgemeine Impfpflicht aus. Information, Beratung und Empfehlungen sollen stattdessen in den Vordergrund gerückt werden. Vor den Parlamentswahlen 2022 sprach sich die Parteivorsitzende Meloni gegen eine Wiedereinführung des „Grünen Passes“ aus. Zudem versprach sie eine parlamentarische Untersuchungskommission einzuberufen, die Licht in die medizinische und wirtschaftliche Handhabung der COVID-19-Pandemie in Italien sowie auf die Nebenwirkungen der Impfung werfen solle.

### Naturschutz und Umweltpolitik
Bekenntnisse zu Naturschutz und Umweltpolitik, wie sie in den Kapiteln 16 und 17 des Wahlprogramms der FdI formuliert sind, weisen nach Auffassung des Umwelthistorikers Nils M. Franke starke Parallelen zum Geodeterminismus auf, d. h. zu einer Ideologie ab etwa 1870, der zufolge der Mensch durch seine Umwelt bestimmt und definiert wird. In Auseinandersetzung mit der jeweiligen Umwelt entsteht nach dieser Auffassung ein nationaler Genpool, der ein Volk definiert. Im Nationalsozialismus hätten diese Vorstellungen ihre Ausformung in der Blut-und-Boden-Ideologie gefunden.

### Europäische Union und EU-Finanzpolitik
Die FdI treten für ein „Europa der Völker“ ein und lehnen den Vertrag von Lissabon ab. Europäische Gesetze sollen etwa den nationalen wieder unterstellt werden. Entgegen früheren Positionierungen, bei denen die Partei immer wieder auch Italiens Mitgliedschaft in der Europäischen Union im Allgemeinen infrage stellte, betonte sie im italienischen Wahlkampf zur Parlamentswahl 2022, dass man einen Austritt Italiens aus der EU nicht anstrebe. Ihre grundsätzlich kritische Haltung zur EU betonte Parteichefin Meloni häufig, etwa bei einem Wahlkampfauftritt am 11. September 2022 in Mailand:

„Der Spaß ist vorbei! Auch Italien wird anfangen, seine nationalen Interessen zu verteidigen.“

Die Fratelli d’Italia gehören im EU-Parlament seit der Europawahl 2019 gemeinsam mit der polnischen PiS zur rechtskonservativen Fraktion „Europäische Konservative und Reformer“ (ECR) und nicht zur rechtsextremen und klar anti-europäischen Fraktion Identität und Demokratie (ID), der unter anderem die italienische Lega (ehemals Lega Nord), der französische Rassemblement National (ehemals Front National) und bis zu ihrem Ausschluss im Mai 2024 die deutsche AfD angehören. Die FdI stimmten im Europaparlament gegen einen Bericht, wonach Ungarn keine vollwertige Demokratie mehr sei; Parteichefin Meloni ist zudem mit Ungarns Regierungschef Viktor Orban befreundet.
Die Partei lehnt den Europäischen Fiskalpakt ab. Parteichefin Giorgia Meloni kritisierte wiederholt die „internationale Finanzwelt“. Gleichzeitig nahmen die Fratelli d’Italia ihre frühere Ablehnung zum europäischen Corona-Wiederaufbauprogramm, aus dem Italien 191 Milliarden Euro bekommen soll, zurück. Die FdI forderten aber Nachverhandlungen mit Brüssel.

#### Kritik an Mario Draghi
Während der Zeit der wegen der Coronakrise geschaffenen Allparteienkoalition des italienischen Ministerpräsidenten Mario Draghi bezeichnete die FdI als einzige verbliebene Oppositionspartei die Regierung unter anderem als „Sklavin Europas“ und „Feind der Italiener“. Parteichefin Giorgia Meloni betrieb in Opposition zur Regierung Draghi eine antieuropäische Wirtschaftspolitik und führte aus, dass der Euro Italien schade und an Italiens Wachstumsschwäche schuld sei. Es ist den FdI wichtig, dass Italiens guter internationaler Ruf, den Mario Draghi der italienischen Exportwirtschaft bescherte, erhalten bleibt. Das zeigt etwa die Aufstellung des Direktors des Aspen-Instituts und früheren Finanzministers Giulio Tremonti für die Parlamentswahl oder Melonis Wunschkandidat für den Posten des Finanzministers, Fabio Panetta, ein international erfahrener Zentralbanker, enger Weggefährte Mario Draghis und Direktoriumsmitglied der EZB, gemäß einem Bericht der Süddeutschen Zeitung.

### Außenpolitik
Giorgia Meloni stellte sich nach dem russischen Überfall auf die Ukraine 2022 – im Gegensatz zu den anderen Parteien der italienischen Rechten – entschieden gegen Moskau und an die Seite von Kiew. Auch stimmten die FdI im italienischen Parlament für die Lieferung schwerer Waffen an die Ukraine. Die „atlantische“ Verbindung zu den Vereinigten Staaten will Giorgia Meloni stärken.

## FdI-Jugendorganisation und Huldigung der FdI von Faschisten
Die FdI-Jugendorganisation Gioventù Nazionale fiel dadurch auf, dass sie des Waffen-SS-Standartenführers und Kriegsverbrechers Léon Degrelle gedachte. In Affile errichtete der FdI-Bürgermeister ein Denkmal für Rodolfo Graziani – obwohl dieser im Krieg gegen Abessinien flächendeckend Giftgas einsetzte und während des Zweiten Italienisch-Libyschen Kriegs den Genozid in der Cyrenaika zu verantworten hat.

## Wählerstruktur
Laut einem Dossier der Friedrich-Ebert-Stiftung aus dem Jahr 2022 unterscheiden sich Fdl-Wähler soziodemografisch nicht radikal vom Durchschnittswähler, auch wenn sie einige spezifische Merkmale aufweisen. So sind Wähler unter 35 Jahren mit 16 gegenüber 20,9 % der Gesamtwählerschaft unterrepräsentiert, ebenso Akademiker mit 13 % gegenüber 16,6 %. Wähler ab 50 Jahren sind mit 35 gegenüber 26,8 % überdurchschnittlich vertreten, ebenso wie Handwerker, Händler und Selbstständige mit 10 % gegenüber 6,7 % sowie Lehrer und Angestellte mit 19 % gegenüber 16,7 %.

## Wahlergebnisse
| Jahr | Region                  | Stimmen | Anteil | Mandate | Platz |
| ---- | ----------------------- | ------- | ------ | ------- | ----- |
| 2019 | Abruzzen                | 38.894  | 6,5 %  | 2 / 31  | 5.    |
| 2020 | Aostatal                | 3.761   | 5,7 %  | 0 / 35  | 7.    |
| 2020 | Apulien                 | 211.693 | 12,6 % | 7 / 51  | 2.    |
| 2019 | Basilikata              | 17.112  | 5,9 %  | 1 / 21  | 6.    |
| 2020 | Emilia-Romagna          | 185.796 | 8,6 %  | 3 / 50  | 3.    |
| 2023 | Friaul-Julisch Venetien | 71.502  | 18,1 % | 8 / 47  | 2.    |
| 2021 | Kalabrien               | 66.277  | 8,7 %  | 4 / 31  | 3.    |
| 2020 | Kampanien               | 140.918 | 6,0 %  | 4 / 51  | 4.    |
| 2023 | Latium                  | 520.731 | 33,6 % | 22 / 50 | 1.    |
| 2020 | Ligurien                | 68.026  | 10,9 % | 3 / 30  | 4.    |
| 2023 | Lombardei               | 725.402 | 25,2 % | 22 / 80 | 1.    |
| 2020 | Marken                  | 116.231 | 18,7 % | 8 / 31  | 3.    |
| 2023 | Molise                  | 26.649  | 18,8 % | 4 / 20  | 1.    |
| 2019 | Piemont                 | 105.410 | 5,5 %  | 2 / 51  | 5.    |
| 2019 | Sardinien               | 33.423  | 4,7 %  | 3 / 60  | 7.    |
| 2022 | Sizilien                | 282.345 | 15,1 % | 11 / 70 | 1.    |
| 2023 | Südtirol                | 16.751  | 6,0 %  | 2 / 35  | 5.    |
| 2020 | Toskana                 | 218.161 | 13,5 % | 4 / 41  | 3.    |
| 2023 | Trentino                | 28.714  | 12,3 % | 5 / 35  | 3.    |
| 2019 | Umbrien                 | 43.443  | 10,4 % | 2 / 21  | 3.    |
| 2020 | Venetien                | 196.310 | 9,6 %  | 5 / 49  | 4.    |

| Jahr | Stimmen   | Anteil | Mandate   | Platz |
| ---- | --------- | ------ | --------- | ----- |
| 2013 | 666.035   | 2,0 %  | 9 / 630   | 8.    |
| 2018 | 1.429.550 | 4,4 %  | 32 / 630  | 5.    |
| 2022 | 7.300.628 | 26,0 % | 119 / 400 | 1.    |

| Jahr | Stimmen   | Anteil  | Mandate  | Platz |
| ---- | --------- | ------- | -------- | ----- |
| 2013 | 590.083   | 1,9 %   | 0 / 315  | 7.    |
| 2018 | 1.286.606 | 4,3 %   | 18 / 315 | 5.    |
| 2022 | 7.165.795 | 26,01 % | 65 / 200 | 1.    |

| Jahr | Stimmen   | Anteil | Mandate | Platz |
| ---- | --------- | ------ | ------- | ----- |
| 2014 | 1.004.037 | 3,7 %  | 0 / 73  | 7.    |
| 2019 | 1.726.189 | 6,4 %  | 6 / 76  | 5.    |
| 2024 | 6.724.377 | 28,8 % | 24 / 76 | 1.    |